# یواس‌اس اس‌پی-۱۵۹۵
یواس‌اس اس‌پی-۱۵۹۵ (به انگلیسی: USS SP-1595) یک کشتی است.